# Robin Koch
Robin Koch (Kaiserslautern, 1996. július 17. –) német válogatott labdarúgó, az Eintracht Frankfurt játékosa.

## Pályafutása

### Klubcsapatokban
A Kaiserslautern, az SV Dörbach és az Eintracht Trier korosztályos csapataiban nevelkedett. 2014. szeptember 22-én mutatkozott be a TuS Koblenz elleni bajnoki mérkőzésen kezdőként az Eintracht Trier első csapatában. November 22-én első gólját lőtte be az SpVgg Neckarelz kapujába. A 2015–16-os szezont már a korábbi nevelőklubjában a Kaiserslautern második csapatánál kezdte meg. 2016 nyarán profi szerződést írt alá a klubbal és felkerült az első csapatba. Október 2-án mutatkozott be a felnőttek között az Arminia Bielefeld elleni Bundesliga 2-es bajnoki mérkőzésen. 2017. augusztus 22-én 3 és fél millió euróért igazolt az élvonalban szereplő SC Freiburg csapatához. október 22-én lépett először pályára új klubjában a Hertha BSC elleni bajnoki találkozó 85. percében Philipp Lienhart cseréjeként. 2018. január 13-án első bajnoki gólját szerezte meg az Eintracht Frankfurt csapata ellen. 2020. augusztus 29-én négyéves szerződést kötött az angol Leeds United csapatával. 2023. július 6-án kölcsönbe került az Eintracht Frankfurt csapatához. 2024. január 9-én véglegesítették, hogy június 30-ig szóló szerződése után, végleg szerződtetik.

### A válogatottban
2018. október 12-én mutatkozott be a német U21-es labdarúgó-válogatottban a norvég U21-es labdarúgó-válogatott elleni mérkőzésen csereként. Részt vett a 2019-es U21-es labdarúgó-Európa-bajnokságon. 2019 októberében meghívott kapott a felnőtt válogatottba. Október 9-én az Argentína ellen 2–2-re végződő felkészülési mérkőzésen kezdpként mutatkozott be. 2021. május 19-én bekerült az Európa-bajnokságra utazó keretbe.
2024. június 7-én bekerült Julian Nagelsmann szövetségi kapitány 26 fős keretébe, amely a 2024-es labdarúgó-Európa-bajnokságon részt vett.

## Család
Édesapja Harry Koch, az 1. FC Kaiserslautern korábbi labdarúgója.